# جون روز هولدن
جون روز هولدن هو محامي وسياسي كندي، ولد في 27 سبتمبر 1821 في Daventry ‏ في المملكة المتحدة، وتوفي في 25 فبراير 1879 في هاميلتون في كندا.